# سون آن بروخل
سون آن بروخل Son en Breugel  بلدية وبلدة بمقاطعة شمال برابنت، جنوبي هولندا.

## طوبوغرافيا
خريطة طوبوغرافية هولندية لبلدية سون آن بروخل، يونيو 2015، (تقرأ بعد ثلاث نقرات على الخريطة).

## معرض صور

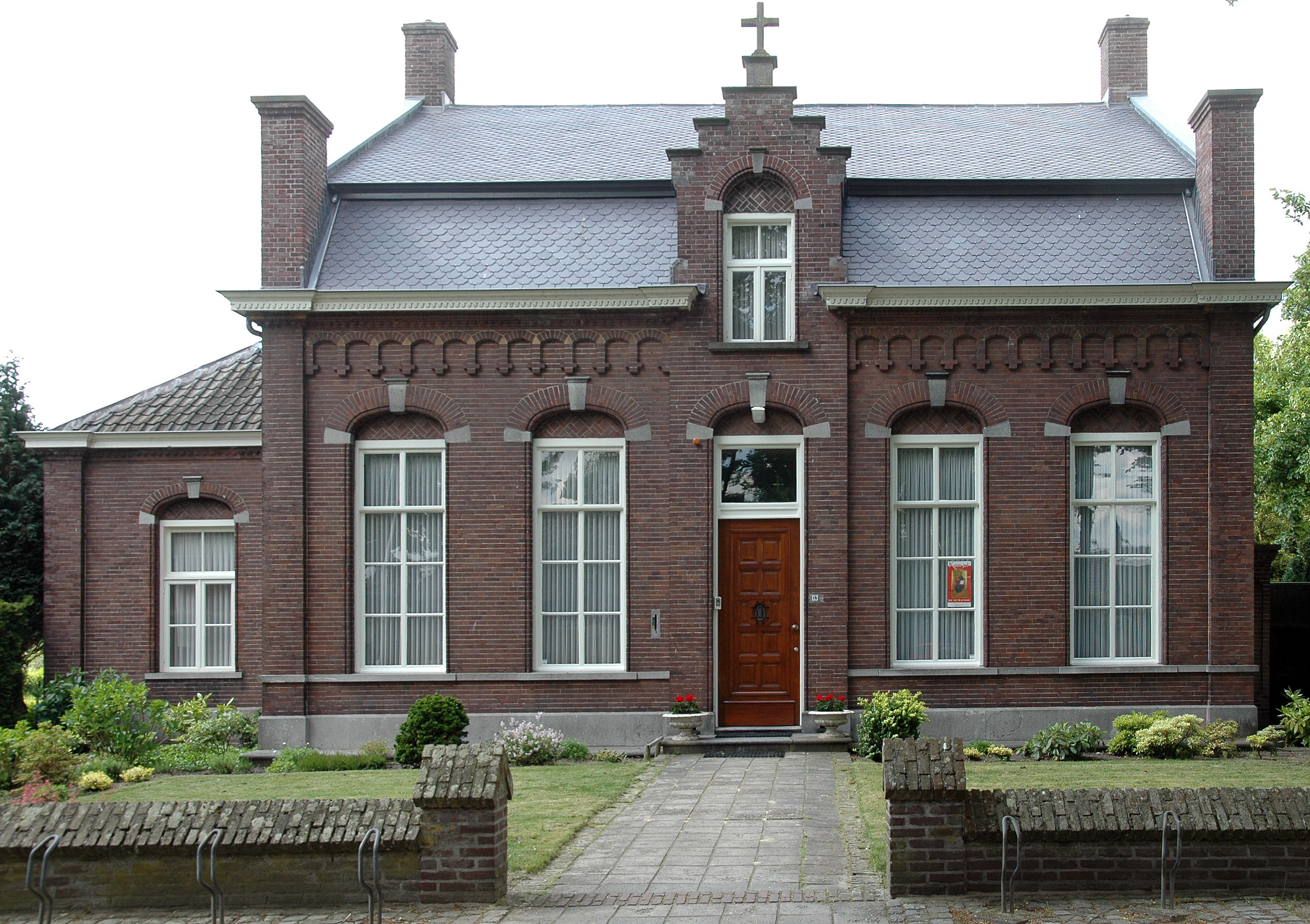
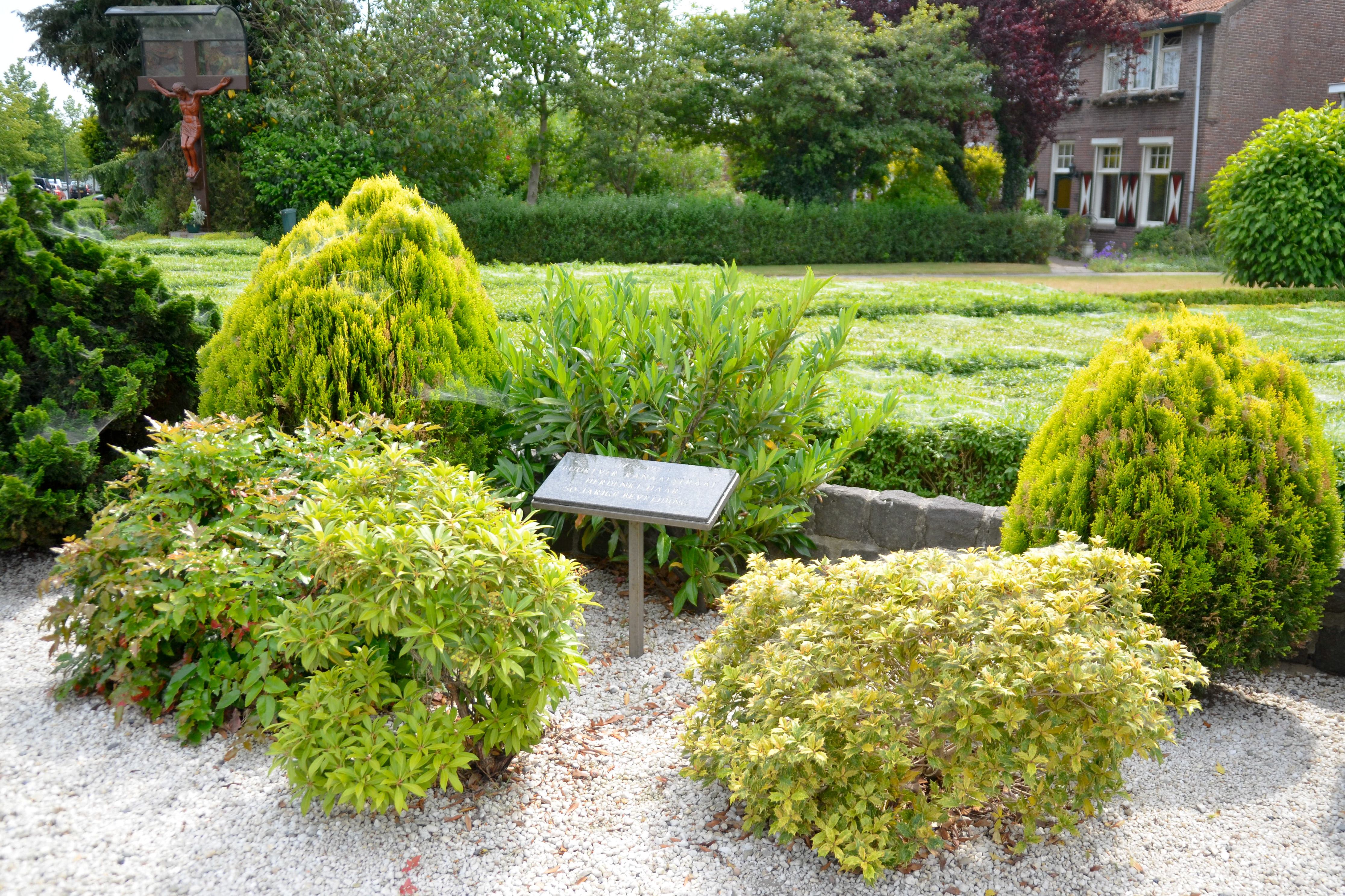
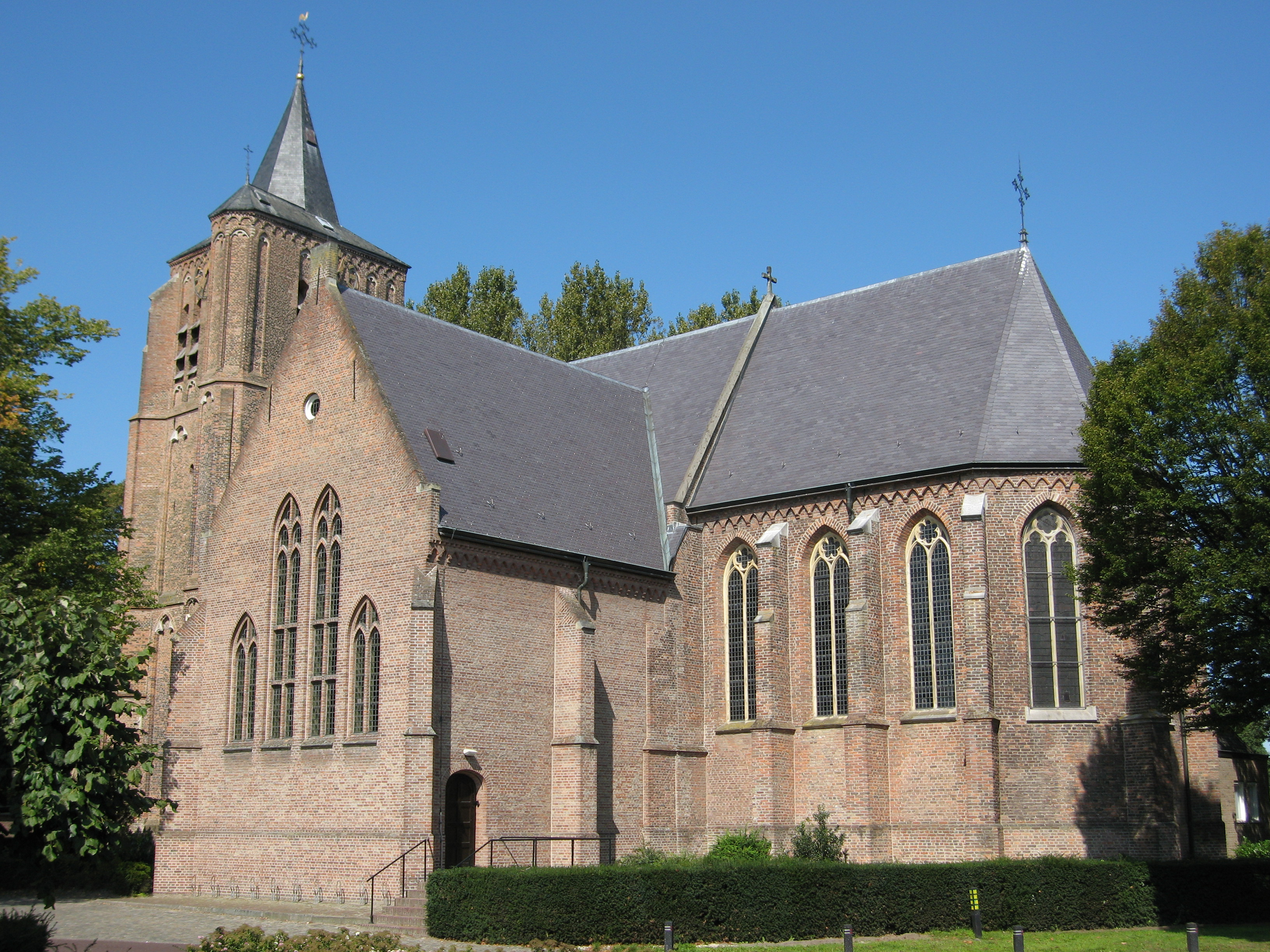
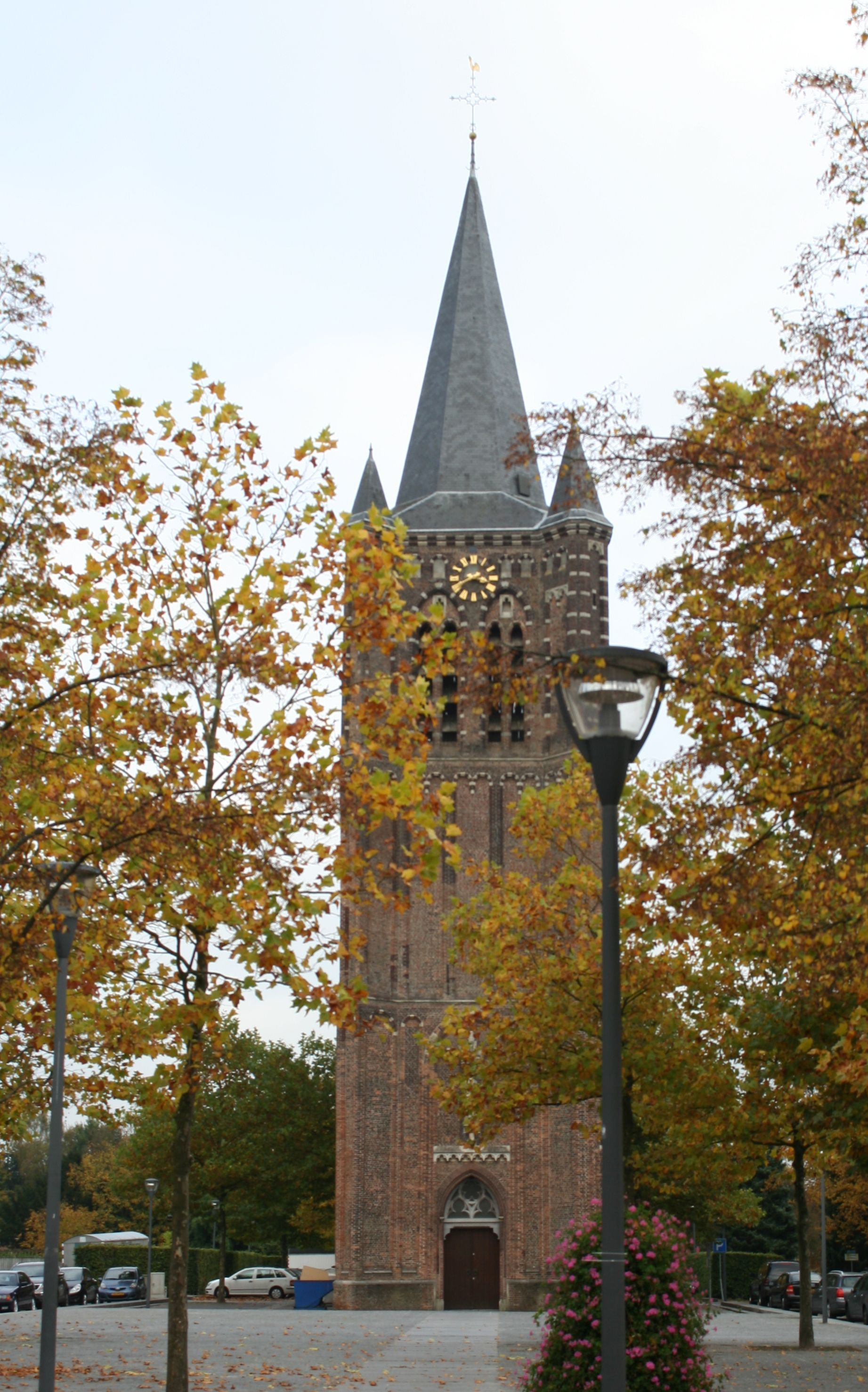

## أعلام
- مينو أوستينغ